# فولتن (کالیفرنیا)
فولتن (به انگلیسی: Fulton) یک منطقهٔ مسکونی در ایالات متحده آمریکا است که در شهرستان سونوما، کالیفرنیا واقع شده‌است. فولتن ۵٫۰۴۷ کیلومتر مربع مساحت و ۵۴۱ نفر جمعیت دارد و ۴۱٫۱۵ متر بالاتر از سطح دریا واقع شده‌است.